# Hinterland (televisieserie)
Y Gwyll (Engelse vertaling: The Dusk), getiteld Hinterland, is een Welshe noir politie- dramatelevisieserie die geproduceerd wordt door S4C in Wales. De hoofdrollen worden gespeeld door Richard Harrington (als hoofdinspecteur Tom Mathias) en Mali Harries (als inspecteur Mared Rhys). Het eerste seizoen begon op 29 oktober 2013 en telde acht afleveringen. Op 1 januari 2015 begon het tweede seizoen van negen afleveringen, en op 30 oktober 2016 begon het derde seizoen van acht afleveringen. Elke scene van de televisieserie wordt tweemaal opgenomen, in de Engelse en Welsh taal, met uitzondering van enkele scenes waarin het Welsh voor de Engelse versie werd ondertiteld. In het Verenigd Koninkrijk werd elke aflevering in twee delen uitgezonden van elk 45 minuten; in de overige landen werden de afleveringen ongedeeld uitgezonden. 
De televisieserie werd in Nederland uitgezonden door de KRO, in België door Eén. De serie is ook te zien geweest op Netflix. 
Hinterland werd geproduceerd met een klein budget van £4,2 miljoen, inclusief een bijdrage van £215,000 van de Welsh overheid. De televisieserie wordt opgenomen in Aberystwyth (waar de serie zich ook afspeelt) en in het graafschap Ceredigion.

## Rolverdeling

### Hoofdrol
- Richard Harrington – als hoofdinspecteur (DCI) Tom Mathias
- Mali Harries – als inspecteur (DI) Mared Rhys
- Alex Harries – als rechercheur (DC) Lloyd Elis
- Hannah Daniel – als rechercheur (DS) Siân Owen
- Aneirin Hughes – als Chief Superintendent (CSI) Brian Prosser

### Terugkerende rollen
- Anamaria Marinca - Meg Mathias
- Geraint Morgan - Iwan Thomas
- Llyr Ifans - Gareth Thomas
- Geraint Lewis - dr. Haydn Blake
- Sioned Dafydd - Elin Rhys
- William Thomas - Robert Owen

## Afleveringen
| Seizoen | Aantal afleveringen | Uitgezonden                        |  |
| ------- | ------------------- | ---------------------------------- |  |
| 1       | 8 - 4               | 29 oktober 2013 – 21 november 2013 |  |
| 2       | 9 - 5               | 1 januari 2015 – 1 november 2015   |  |
| 3       | 8 - 4               | 30 oktober 2016 – 18 december 2016 |  |

## Internationale uitzendingen
- Denemarken - door DR
- Duitsland - door Das Erste (met de naam Inspector Mathias – Mord in Wales)
- Finland- door Yle
- Frankrijk - door de lokale zenders Tébéo, Tébésud en TVR (met Franse ondertiteling)
- Noorwegen - door NRK
- Polen - door Ale Kino+
- Slovenië - door RTVSLO
- Verenigd Koninkrijk - door BBC Four